# Алиу, Ликоу
Ликоу Алиу (англ. Likou Aliu, род. 20 мая 1962) — самоанский боксёр. Участник летних Олимпийских игр 1988 и 1992 годов.

## Биография
Ликоу Алиу родился 20 мая 1962 года.
В 1988 году вошёл в состав сборной Западного Самоа на летних Олимпийских играх в Сеуле. Выступал в весовой категории до 71 кг. В 1/16 финала проиграл Винченцо Нардьелло из Италии нокаутом на второй минуте третьего раунда.
В 1992 году вошёл в состав сборной Западного Самоа на летних Олимпийских играх в Барселоне. Выступал в весовой категории до 75 кг. В 1/16 финала проиграл Раймонду Йовалу из Нидерландов: судья остановил бой на второй минуте третьего раунда.
В 2017 году вошёл в тренерский состав Ассоциации любительского бокса Самоа.